# Valeriano Bozal
Valeriano Bozal, né à Madrid le 24 novembre 1940 et mort le 2 juillet 2023, est un historien de l'art, philosophe et historien espagnol du XXe siècle. 
Hispaniste passionné, il se spécialise dans la littérature et l'histoire hispaniques, et plus concrètement sur l'art en Espagne. Il a écrit sur plusieurs maîtres de la peinture, dont Piero della Francesca, et est considéré comme l'un des plus grands spécialistes de la vie et de l'œuvre de Francisco de Goya.
Il est un collaborateur habituel du musée du Prado, qui lui a remis plusieurs prix. Il a présenté de nombreuses expositions dans cette institution, particulièrement sur Goya. Il a participé à la rédaction de l'Encyclopédie du Musée du Prado, un projet collaboratif.

## Biographie
Valeriano Bozal est né en pleine consolidation du franquisme, le 24 novembre 1940.
Il obtient une licence de philosophie à l'université complutense de Madrid et commence à donner des cours au lycée dans un institut avant de devenir en 1969 professeur de Principes fondamentaux de la philosophie à la Complutense puis en 1974 comme professeur d'Histoire de la philosophie moderne et contemporaine à l'université autonome de Madrid.
À partir de 1962, il publie des travaux dans des revues, principalement sur le mouvement moderne, l'impact de Karl Marx et de Friedrich Engels sur l'art — notamment la revue Artes (es) —, ainsi que l'œuvre de Maurice Merleau-Ponty. Il publie sa première œuvre sur le réalisme dans l'art dans la maison d'édition Editorial Ciencia Nueva (es), liée au PCE. Il est également l'un des principaux idéologues de l'« Equipo Comunicación », où il publie, entre 1969 et 1977, ses théories sur le capitalisme, le communisme et l'impact de ceux-ci sur l'art moderne, en particulier sur l'architecture.
Une fois la transition démocratique espagnole entamée, il dirige la revue du Parti communiste d'Espagne, « Nuestra bandera ». Il y écrit sur la politique, et à nouveau, sur l'influence que le communisme a pu avoir sur la société et l'art : il porte sur l'art un regard sociologique, « particulièrement influencé par la pensée marxiste ». Depuis 1987, il dirige la collection La balsa de la medusa, où il a publié plusieurs thèses sur l'œuvre d'Emmanuel Kant.
Sa facette d'historien de l'art l'a amené à écrire sur différents peintres, et en général sur l'art espagnol. Il a écrit sur l'art du XXe siècle en Espagne, sur Piero della Francesca, Johannes Vermeer et surtout sur Francisco de Goya, dont il est considéré comme l'un des plus éminents experts.
Collaborateur du musée du Prado, Bozal participe à la rédaction de l'Enciclopedia del Museo del Prado (en ligne, 2006), un projet de collaboration et de recherche pour l'étude des œuvres de cette institution.
En 2020, il reçoit la médaille d'or du mérite des beaux-arts, décernée par le ministère de la Culture espagnol. Il est membre de plusieurs sociétés, parmi lesquelles la Sociedad Española de Filosofía, la Société Européenne de Culture et l'Asociación Española de Críticos de Arte.
Valeriano Bozal meurt le 2 juillet 2023.

## Œuvre

### Publications
- (es) El Realismo plástico en España de 1900 a 1936, Península, 1967
- (es) El Lenguaje artístico, Edicions 62, 1970
- (es) El intelectual colectivo y el pueblo: ideología, politica, filosofía, Alberto Corazón, 1976
- (es) España, vanguardia artística y realidad social : 1936-1976, G. Gili, 1976Écrit avec A. González Cordón, I. Julián, V. Lléo Ceñal [et al.].
- (es) Una alternativa para la enseñanza, Centropress, 1977
- (es) El arte del siglo XX : La construcción de la vanguardia (1850-1939), Cuadernos para el Diálogo, 1978
- (es) La ilustración gráfica del siglo XIX en España, Alberto Corazón, 1979
- (es) Imagen de Goya, Lumen, 1983
- (es) Protagonistas de America: Diego Rivera, Quorum, 1987
- (es) Mímesis, la imágenes y las cosas, Visor, 1987
- (es) Sátira y tragedia, las imágenes de Castelao, Do Castro, 1987
- (es) Pintura y escultura españolas del siglo XX, Espasa-Calpe, 1992
- (es) El grabado en España: siglos XV al XVIII, Espasa-Calpe, 1992Écrit avec Juan Carrete Parrondo, Fernando Checa Cremades.
- (es) Del impresionismo a las vanguardias : obras sobre papel, Fundación Coleccion Thyssen-Bornemisza, 1993Écrit avec José Alvarez Lopera, Concha Vela.
- (es) Antes del informalismo. Arte español, 1940-1958: colección de arte contemporáneo, Museo Nacional Centro de Arte Reina Sofía, 1996
- (es) Arte y ciudad en Galicia, siglo XIX, Fundación Caixa Galicia, 1990
- (es) Goya y el gusto moderno, Tf, 1997
- (es) Pinturas negras de Goya, Tf, 1997
- (es) Historia del Arte. T. 3: La Edad moderna, Alianza, 1998Écrit avec Joaquin Berchez, Agustin Bustamante Garcia, Juan Antonio Ramirez.
- (es) Pablo Picasso, Electa, 1999
- (es) El gusto, ED Antonio Machado, 1999
- (es) Johannes Vermeer de Delft, Tf, 2003
- (es) El Tiempo de estupor, Siruela, 2004
- (es) Arte solidario. Exposición conmemorativa del primer aniversario de los atentados en las estaciones de Atocha, El Pozo y Santa Eugenia, Comunidad de Madrid, 2005
- (es) Francisco Goya, vida y obra, Tf, 2005
- (es) Luis Fernández, Museo de arte contemporáneo Esteban Vicente, 2005
- (es) Estudios de arte contemporáneo, ED Antonio Machado, 2006Vol. 1 : La mirada de Cézanne, la indiferencia de Manet, la ironía de Klee y otros temas de arte contemporáneo ; Vol. 2 : Temas de arte español del siglo XX
- (es) Historia del Arte en España. Desde los orígenes hasta la Ilustración, Istmo, 2010

### Autres participations
- (es) Juntas revolucionarias, manifiestos y proclamas de 1868, Cuadernos para el diálogo, Edicusa, 1968Sélection, prologue et notes de Valeriano Bozal
- (es) Picasso: de la caricatura a las metamorfosis de estilo : [expocisión celebrada en el Museu Picasso del 18 de febrero al 18 de mayo de 2003], Lunwerg, 2003Écrit avec Marie-Noëlle Delorem, Dominique Dupuis-Labbé, [et al.].
- (es) Ejercicios de la violencia en el arte contemporáneo: curso dirigido por Valeriano Bozal dentro del programa "Arte y cultura en las sociedades el siglo XXI", Universidad pública de Navarra, 2006
- (es) José Ortega y Gasset, La deshumanización del arte : y otros ensayos de estética, Madrid, Espasa-Calpe, 1897, 222 p. (ISBN 84-239-1813-0)Prologue de Valeriano Bozal
- (en) The grotesque factor : exhibition, Málaga, Museo Picasso, 22 October 2012-10 February 2013, Malaga, Museo Picasso, 2012, 365 p. (ISBN 978-84-940249-1-7)Catalogue d'exposition comprenant plusieurs textes de Valeriano Bozal
- Bernard Antoniol, Jeannine Baticle, Valeriano Bozal, [et al.], Goya : hommages : les années bordelaises, 1824-1828 : présence de Goya aux XIXe et XXe siècles [exposition, Bordeaux, Galerie des beaux-arts, 6 mars-6 mai 1998], Bordeaux, Musée des beaux-arts de Bordeaux, 1998, 236 p. (ISBN 2-902067-30-5)Catalogue établi sous la dir. de Francis Ribemont et Françoise Garcia ; préf., Alain Juppé, introd., Henry-Claude Cousseau.